# Canton de Cherbourg-Octeville-Sud-Est
Le canton de Cherbourg-Sud-Est est une ancienne division administrative française, située dans le département de la Manche et la région Basse-Normandie.

## Administration
| Période | Période          | Identité             | Étiquette | Qualité                                                                   |
| ------- | ---------------- | -------------------- | --------- | ------------------------------------------------------------------------- |
| 1973    | 1982 (démission) | Jean Levalois        | PS        | Professeur agrégé Adjoint au maire de Cherbourg                           |
| 1982    | 1985             | Jean-Pierre Godefroy | PS        | Ouvrier chaudronnier Maire de Cherbourg (1980-2001), sénateur (2001-2017) |
| 1985    | 1992             | Jack Breton          | UDF       | Fonctionnaire au conseil régional de Haute-Normandie, conseiller régional |
| 1992    | 2015             | Michel Louiset       | PS        | Technicien Adjoint au maire de Cherbourg-Octeville                        |

Le canton participe à l'élection du député de la cinquième circonscription de la Manche jusqu'aux élections législatives de 2012, puis de celui de la quatrième après le redécoupage des circonscriptions.

## Composition

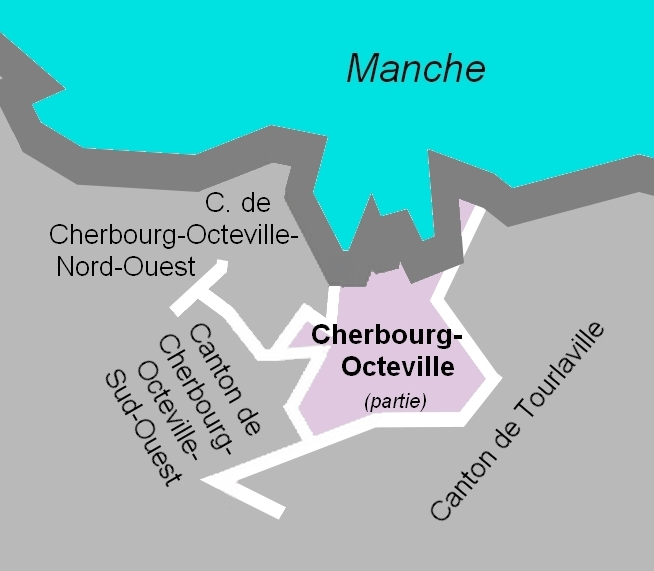
La carte de situation du canton. Les cantons limitrophes étaient ceux de Tourlaville, de Cherbourg-Octeville-Sud-Ouest et de Cherbourg-Octeville-Nord-Ouest.

Le canton de Cherbourg-Octeville-Sud-Est se composait d’une fraction de la commune de Cherbourg-Octeville (partie de l'ancienne commune de Cherbourg à l'est et au sud du bassin de commerce). Il comptait 10 971 habitants (population municipale) au 1er janvier 2012.
À la suite du redécoupage des cantons pour 2015, la plus grande partie du canton est rattachée au canton de Cherbourg-Octeville-2, la partie au sud-ouest délimitée par l'angle des boulevards Mendès-France et de l'Atlantique est intégrée au canton de Cherbourg-Octeville-1.

## Démographie
| 1990   | 1999   | 2006   | 2011   | 2012   |
| ------ | ------ | ------ | ------ | ------ |
| 14 160 | 13 181 | 12 328 | 11 420 | 10 971 |